# Secuencia de aminoácidos
Se denomina secuencia de aminoácidos o secuencia peptídica o secuencia aminoacídica al orden en que están dispuestas las unidades individuales llamadas aminoácidos, que se encadenan mediante enlaces peptídicos formando estructuras mayores denominadas péptidos.

## Características
La representación de una secuencia de aminoácidos (aa) se puede representar de varias formas, por los nombres de sus aminoácidos, por un código de letras o por otra representación gráfica. 
Un ejemplo es la secuencia de aa del péptido natural de 10 aa llamado Hormona liberadora de GnRH que es la siguiente:
```
p
Ácido glutámico
-
Histidina
-
Triptófano
-
Serina
-
Tirosina
-
Glicina
-
Leucina
-
Arginina
-
Prolina
-
Glicina
–NH2
```

en código de tres letras:
```
p
Glu
-
His
-
Trp
-
Ser
-
Tyr
-
Gly
-
Leu
-
Arg
-
Pro
-
Gly
–NH2
```

en código de una letra:
```
p
E
-
H
-
W
-
S
-
Y
-
G
-
L
-
R
-
P
-
G
–NH2
```

La secuencia de aminoácidos se conoce como estructura primaria de la proteína. 

La secuencia de aminoácidos que forma una proteína determina, a la postre, su estructura tridimensional y su función.

Un ejemplo de representación gráfica de secuencia de aminoácidos, es la mostrada aquí, de la hormona Insulina con círculos representando a los aa, que permite una visión 2D (en un plano) de la molécula. 

Secuencia de aminoácidos de las dos cadenas de la insulina humana.

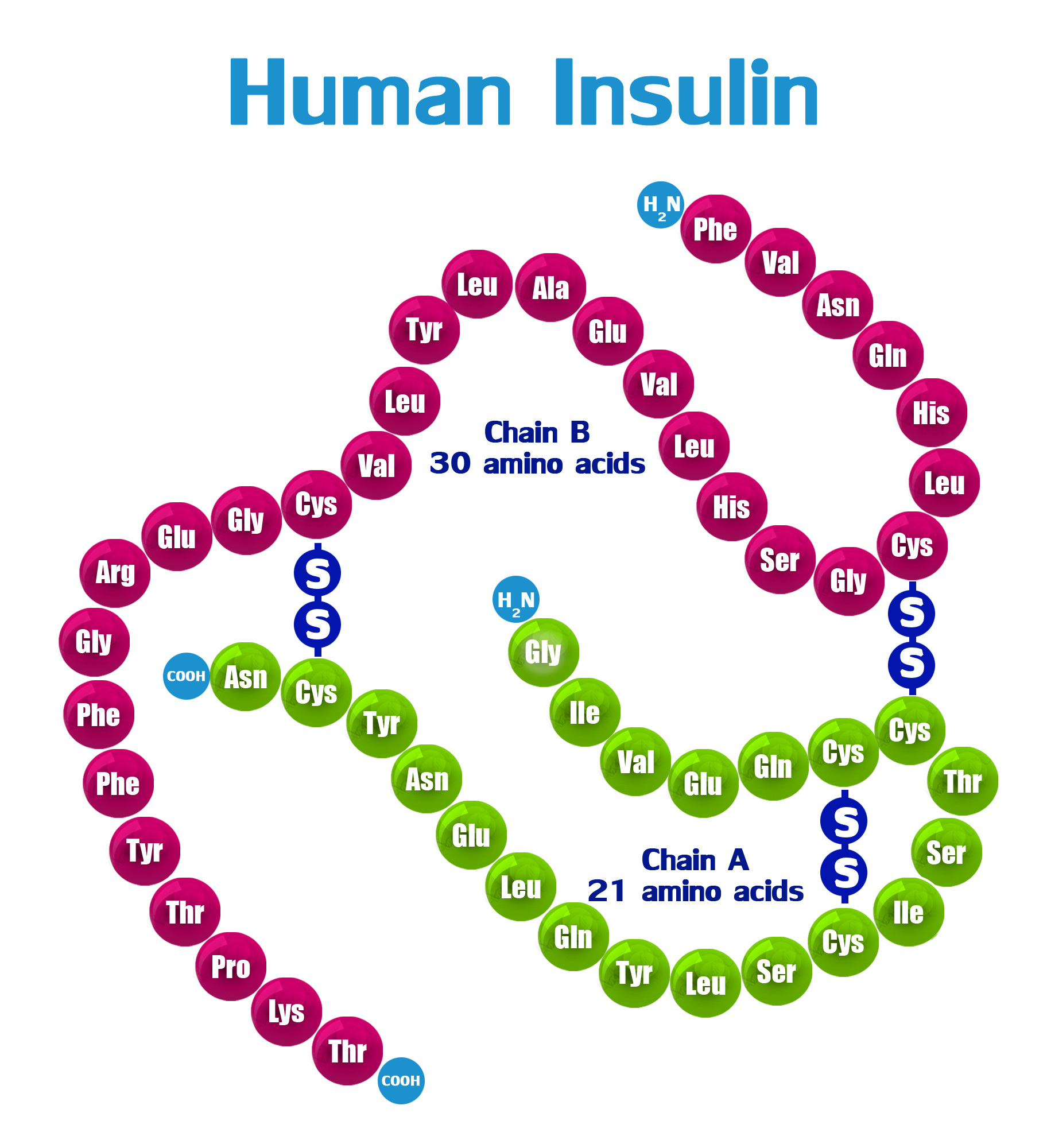
Estructura primaria de las cadenas de la insulina. Cadena A en verde, Cadena B en rojo.

Las cadenas lineales se pliegan sobre sí mismas, para adquirir una estructura secundaria y terciaria tridimensional. 
Aunque hasta ahora no se ha logrado, debería ser posible predecir la estructura tridimensional de una proteína conociendo solamente su estructura primaria. 
La secuencia de aminoácidos de una proteína viene determinada en última instancia por la secuencia de nucleótidos del ADN del gen que la codifica.

### Motivos
Los motivos de secuencia de aminoácidos específicos generalmente median una función común, como la unión a otras proteínas o la orientación a una ubicación subcelular particular, en un número importante de proteínas.

Debido a su corta longitud (5-15 aa) y a su alto nivel de variabilidad de secuencia no se pueden predecir computacionalmente.